# Кејти Сагал
Кејти Сагал (енгл. Katey Sagal; Лос Анђелес 19. јануар 1954)  је америчка глумица и певачица. Позната је по улогама Пеги Бунди у серији Брачне воде (1987–1997), Лиле у Футурами (1999–2003, 2008–2013, 2023), Џема Телер Мороу у серији Синови анархије (2008–2014), за коју је освојила награду Златни глобус за најбољу главну глумицу у ТВ серији (драма) 2010. године.

## Биографија
Рођена је као Катарина Луиз Сагал енгл. Catherine Louise Sagal 19. јануара 1954. године у Лос Анђелесу у породици која се бавила шоу бизнисом.
Њена мајка, Сара Звилинг, била је певачица (уметничко име Сара Мејкон), продуцент и телевизијски писац, а отац, Борис Сагал, радио је као телевизијски редитељ.
Њен отац је био украјинско-јеврејски имигрант. Троје од четворо Кејтиних браће и сестара су глумци: њене млађе сестре близнакиње, Џин и Лиз Сагал и брат Џои Сагал, њен други брат Давид Сагал је адвокат.
Одрасла је у Брентвуду, Лос Анђелес. Завршила је Средњу школу Палисадес. Студирала је на престижном Калифорнијском институту за уметност.

## Музичка каријера
Кејти Сагал је започела своју каријеру у шоу бизнису као певачица и текстописац. Године 1973. радила је као пратећи вокал за разне певаче, укључујући Боба Дилана, Ету Џејмс и Тању Такер. Године 1976, док је била чланица групе без имена, дала је допринос албуму Moon over Brooklyn. Била је пратећи вокал на соло албуму Џина Симонса (1978), албуму Моли Хачет Take No Prisoners (1981) и на синглу Оливије Њутн-Џон из 1985. "Soul Kiss".
Као члан музичке групе Харлетс, била је пратећи вокал Бет Мидлер, 1978. и поново од 1982. до 1983. године.

Извела је песму "It's the Time for Love" која се појављује у филму Тихи бес из 1982. са Чаком Норисом. Током снимања филма Valley Girl из 1983, требало је да пева у The Central. Њено име се може видети на распореду предстојећих наступа. Такође је обезбедила вокале за Loose Cannons, тематску песму за истоимени филм из 1990. са Џином Хекменом и Деном Ејкројдом.
Свој први соло албум  Well...објавила је 19. априла 1994., а други Room  1. јуна 2004. године.
Такође је допринела саундтраку за Синове анархије почетком 2010-их.

## Глумачка каријера
Њена прва велика улога била је у серији Mary (1985–86) са Мери Тајлер Мур у главној улози. 
То је довело до тога да је добила улогу Пеги Бунди у ситкому Брачне воде (1987–1997). Серија је трајала 11 година.
По завршетку серије Брачне воде уследило је неколико телевизијских филмова, гостовала у дечјем цртаном филму Recess. Године 1998. Мет Грејнинг ју је одабрао за глас лика капетана свемирског брода мутанта Лиле у његовој научнофантастичној анимираној комедији Футурама. Серија је постала култна, али је отказана након четири сезоне.
Међутим, дистрибуција на Adult Swim и Comedy Central повећала је популарност емисије и навела Comedy Central да наручи сезону серије директно на ДВД, које је мрежа касније реемитовала као пету сезону од 16 епизода.
Улогу Лиле поновила је и у филмовима, и у шестој сезони која је почела да се емитује 24. јуна 2010. Серија је завршила приказивање на Comedy Central 2013. године.
Добила улогу супруге Џона Ритера у ситкому 8 Simple Rules for Dating My Teenage Daughter 2002. године. Ритер је завршио само три епизоде друге сезоне када је преминуо, а серија је отказана 2005. након треће сезоне.
Од 2008. до 2014. године, играла је улогу Геме Телер Мороу у серији Синови анархије, за чијег се креатора Курта Сатера удала 2004. године, четири године пре премијере серије.
У 2013, гостовала је у серији Гли као Ненси Абрамс, мајка Артија Абрамса. Играла је у филму Савршени корак 2, објављеном 2015. године мајку лика Хејли Стајнфелд.
Звезду на Холивудској стази славних добила је 9. септембра 2014. године. Глумачка екипа из серије Брачне воде,  Ед О'Нил, Кристина Еплгејт и Дејвид Фаустино, била је присутна да прославе њено признање.
Стриминг сервис Хулу је 9. фебруара 2022, објавио да ће оживети Футураму за 11. сезону од 20 епизода, а Кејти Сагал се поново даје глас Туранга Лили.

## Филмографија

### Филм
| Година          | Наслов                                   | Улога               |
| --------------- | ---------------------------------------- | ------------------- |
| 1987            | Maid to Order                            | Луиз                |
| The Good Mother | Урсула                                   |                     |
| 2000            | Dropping Out                             | Венди               |
| 2001            | Recess: School's Out                     | Фло Спинели (глас)  |
| 2002            | Following Tildy                          | Кони Ст. Џон        |
| 2006            | I'm Reed Fish                            | Морин               |
| 2007            | Futurama: Bender's Big Score             | Туранга Лила (глас) |
| 2008            | Futurama: The Beast with a Billion Backs | Туранга Лила (глас) |
| 2008            | Futurama: Bender's Game                  | Туранга Лила (глас) |
| 2009            | Futurama: Into the Wild Green Yonder     | Туранга Лила( глас) |
| 2009            | House Broken                             | Мери каткарт        |
| 2009            | Jack and the Beanstalk                   | Гђа.Тачер           |
| 2014            | There's Always Woodstock                 | Ли Ен               |
| 2015            | Савршени корак 2                         | Катарина Јунк       |
| 2016            | Bleed for This                           | Луис Пазиенза       |
| 2022            | Torn Hearts                              | Харпер Дач          |

### Телевизија
| Година          | Наслов                                        | Улога                                  | Напомене                           |
| --------------- | --------------------------------------------- | -------------------------------------- | ---------------------------------- |
| 1971            | The Failing of Raymond                        | пацијент                               |                                    |
| 1972            | The Bold Ones: The New Doctors                | млада медицинска сестра                |                                    |
| 1973            | Columbo                                       | секретарица                            | Епизода: "Candidate for Crime"     |
| 1974            | Larry                                         | благајник                              | ТВ филм                            |
| 1975            | The Dream Makers                              | менаџер за незапослене                 | ТВ филм                            |
| 1985–1986       | Mary                                          | Џо Такер                               | 13 епизода                         |
| 1987–1997       | Брачне воде                                   | Пеги Банди                             | главна улога                       |
| 1990            | Mother Goose Rock 'n' Rhyme                   | Мери Квит Контрари                     | ТВ филм                            |
| 1990            | Tales from the Crypt                          | Гђа. Килбасер                          | Епизода: "For Cryin' Out Loud"     |
| 1990            | The Earth Day Special                         | Пеги Банди                             |                                    |
| 1991            | She Says She's Innocent (Violation of Trust)  | Susan Essex                            | ТВ филм                            |
| 1995            | Trail of Tears                                | Ани Кук                                |                                    |
| 1995            | Nachtshow                                     |                                        | Епизода: "February 10th, 1995"     |
| 1995            | Duckman                                       | Ивана Дакмен (глас)                    | Епизода: "The Germ Turns"          |
| 1996            | Space Cases                                   | Ма (глас)                              | Епизода: "Mother Knows Best"       |
| 1997–2001       | Recess                                        | Фло Спинели (глас)                     | 3 епизоде                          |
| 1998            | Бепци                                         | разни гласови                          | 1 епизода                          |
| 1998            | Chance of a Lifetime                          | Ирена Данбар                           | ТВ филм                            |
| 1998            | Mr. Headmistress                              | Харијет Магнум                         | ТВ филм                            |
| 1999            | No Higher Love                                | Елен Јанг                              | ТВ филм                            |
| 1999            | Smart House                                   | ПАТ                                    | ТВ филм                            |
| 1999            | Веселе седамдесете                            | Една Хајд                              | 3 епизоде                          |
| 1999–2013       | Футурама                                      | Туранга Лила (глас)                    | главна улога                       |
| 2023–данас      | Футурама                                      | Туранга Лила (глас)                    | главна улога                       |
| 2000            | Tucker                                        | Клер Веник                             | 13 епизода                         |
| 2001            | The Geena Davis Show                          | Ешли                                   | Епизода: "Girls' Night Out"        |
| 2002            | Imagine That                                  | Барб Томпсон                           | 2 епизоде                          |
| 2002–2005       | 8 Simple Rules for Dating My Teenage Daughter | Кејт С. Хенеси                         | 76 епизода                         |
| 2004            | When Angels Come to Town                      | Џо                                     | ТВ филм                            |
| 2004–2006       | Higglytown Heroes                             | Моника                                 | 3 епизоде                          |
| 2005            | Three Wise Guys                               | Шерли Кроун                            | ТВ филм                            |
| 2005            | Campus Confidential                           | Наоми Џејкобс                          | ТВ филм                            |
| 2005            | Шапат духова                                  | Френси Луис                            | Епизода: "Undead Comic"            |
| 2005 & 2007     | Прљава значка                                 | Ненси Гилрој                           | 2 епизоде                          |
| 2005–2006, 2010 | Изгубљени                                     | Хелен Норвуд                           | 4 епизоде                          |
| 2006            | Бостонски адвокати                            | Барбара Литл                           | 5 епизода                          |
| 2006            | The Search for the Funniest Mom in America    | водитељ                                |                                    |
| 2007            | The Winner                                    | Лидија Берко                           | Епизода: "Hot for Teacher"         |
| 2008            | Eli Stone                                     | Мерси Клејн                            | 2 епизоте                          |
| 2008            | Место злочина: Лас Вегас                      | Анабел Бант/Наташа Стил                | Епизода: "Two and a Half Deaths"   |
| 2008–2014       | Синови анархије                               | Џема Телер Мороу                       | 92 епизоде                         |
| 2010            | Chadam                                        | Сенди                                  | Веб серија                         |
| 2013            | Гли                                           | Ненси Абрамс                           | Епизода: "Wonder-ful"              |
| 2014–2015       | Regular Show                                  | Мордекајова мајка, тетка Максин (глас) | 2 епизоде                          |
| 2014–2015       | A to Z                                        | наратор                                | 13 епизода                         |
| 2014            | Симпсонови                                    | Туранга Лила (глас)                    | Епизода: "Simpsorama"              |
| 2015            | The Bastard Executioner                       | Анора од Алдера                        | 10 епизода                         |
| 2016            | Штребери                                      | Сузан                                  | Епизода: "The Conjugal Conjecture" |
| 2016            | This Is Us                                    | Лени Шулц                              | Епизода: "The Big Three"           |
| 2016–2017       | Бруклин 9-9                                   | Карен Пералта                          | 2 епизоде                          |
| 2017–2018       | Superior Donuts                               | Ренди ДеЛука                           | главна улога                       |
| 2017            | Dirty Dancing (2017 film)                     | Вивиан Пресман                         | ТВ филм                            |
| 2018            | Spirit Riding Free                            | Бач ЛеПреј                             | глас                               |
| 2018            | Mayans M.C.                                   | Гема Телер-Мороу                       | Епизода: "Perro/Oc"                |
| 2018–2019       | Бесрамници                                    | Др Ингрид Џонс                         | 7 епизода                          |
| 2018–2025       | The Conners                                   | Луиз Конер                             |                                    |
| 2019            | Гранд Хотел                                   | Тереса Вилијамс                        | 3 епизоде                          |
| 2020–2022       | Dead to Me                                    | Еленор Хејл                            | 3 епизоде                          |
| 2021            | Rebel                                         | Ени Бело                               | главна улога                       |
| 2022            | Tell Me Lies                                  | Нора                                   | 2 епизоде                          |

## Награде
| Година                 | Награда                                  | Категорија                                                                                                | Филм или серија                               | Резултат   |
| ---------------------- | ---------------------------------------- | --- | --------------------------------------------- | ---------- |
| 1989                   | American Comedy Awards                   | Најсмешнији женски извођач у ТВ серији                                                                    | Брачне воде                                   | Номинација |
| 1991                   | Награде Златни глобус                    | Златни глобус за најбољу глумицу у ТВ мјузиклу или комедији                                               | Брачне воде                                   | Номинација |
| 1992                   | Награде Златни глобус                    | Златни глобус за најбољу глумицу у ТВ мјузиклу или комедији                                               | Брачне воде                                   | Номинација |
| 1993                   | Награде Златни глобус                    | Златни глобус за најбољу глумицу у ТВ мјузиклу или комедији                                               | Брачне воде                                   | Номинација |
| American Comedy Awards | Најсмешнији женски извођач у ТВ серији   | | Брачне воде                                   | Номинација |
| 1994                   | Награде Златни глобус                    | Златни глобус за најбољу глумицу у ТВ мјузиклу или комедији                                               | Брачне воде                                   | Номинација |
| 2005                   | Prism Awards                             | Представа у хумористичној серији                                                                          | 8 Simple Rules for Dating My Teenage Daughter | Освојено   |
| 2009                   | TV Land Awards                           | Награда за иновације (заједно са: Кристином Еплгејт, Дејвидом Фаустином, Тедом Мекгинлијем, Едом О`Нилом) | Брачне воде                                   | Освојено   |
| 2010                   | Television Critics Association Awards    | Индивидуални успех у драми                                                                                | Синови анархије                               | Номинација |
| 2010                   | Награде Сателит                          | Најбоља глумица - телевизијска серија, драма                                                              | Синови анархије                               | Номинација |
| 2011                   | Награда Златни глобус                    | Најбоља глумица - телевизијска серија, драма                                                              | Синови анархије                               | Освојено   |
| 2011                   | Prism Awards                             | Најбоља глумица - телевизијска серија, драма                                                              | Синови анархије                               | Номинација |
| 2011                   | Награде Сателит                          | Најбоља глумица - телевизијска серија, драма                                                              | Синови анархије                               | Номинација |
| 2011                   | Телевизијске награде по избору критичара | Најбоља глумица у драмској серији                                                                         | Синови анархије                               | Номинација |
| 2012                   | Телевизијске награде по избору критичара | Најбоља глумица у драмској серији                                                                         | Синови анархије                               | Номинација |
| 2013                   | Prism Awards                             | Женска улога у драмској серији                                                                            | Синови анархије                               | Освојено   |